# Советский (Искитимский район)
Советский — посёлок в Искитимском районе Новосибирской области. Входит в состав Быстровского сельсовета.

## География
Площадь посёлка — 73 гектара

## Население
| 2002 | 2007 | 2010 |
| ---- | ---- | ---- |
| 526  | ↗738 | ↘374 |

## Инфраструктура
В посёлке по данным на 2007 год функционируют 1 учреждение здравоохранения, 1 образовательное учреждение.